# Megachile riojana
Megachile riojana là một loài Hymenoptera trong họ Megachilidae. Loài này được Schrottky mô tả khoa học năm 1920.